# Canadian Amateur Hockey League

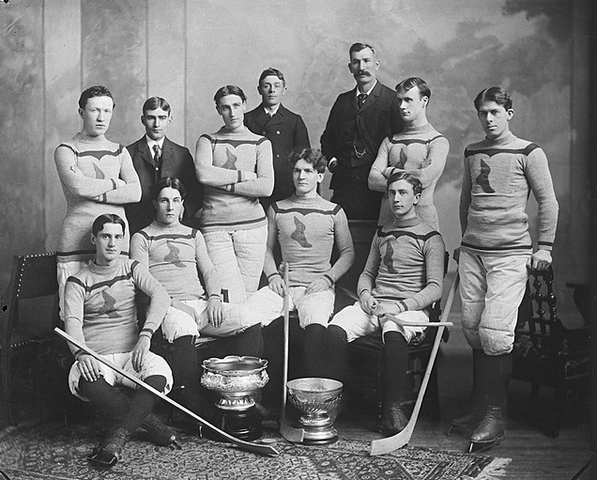
Montreal Shamrocks 1899 med CAHL:s mästarpokal, till vänster, samt Stanley Cup. Stående från vänster: Jim H. McKenna, John Dobby, Frank C. Tansey, C. Foley, Barney Dunphy, Frank Wall och Arthur Farrell. Sittande från vänster: Charles Hoerner, Fred Scanlan, Harry Trihey och Jack P. Brannen.

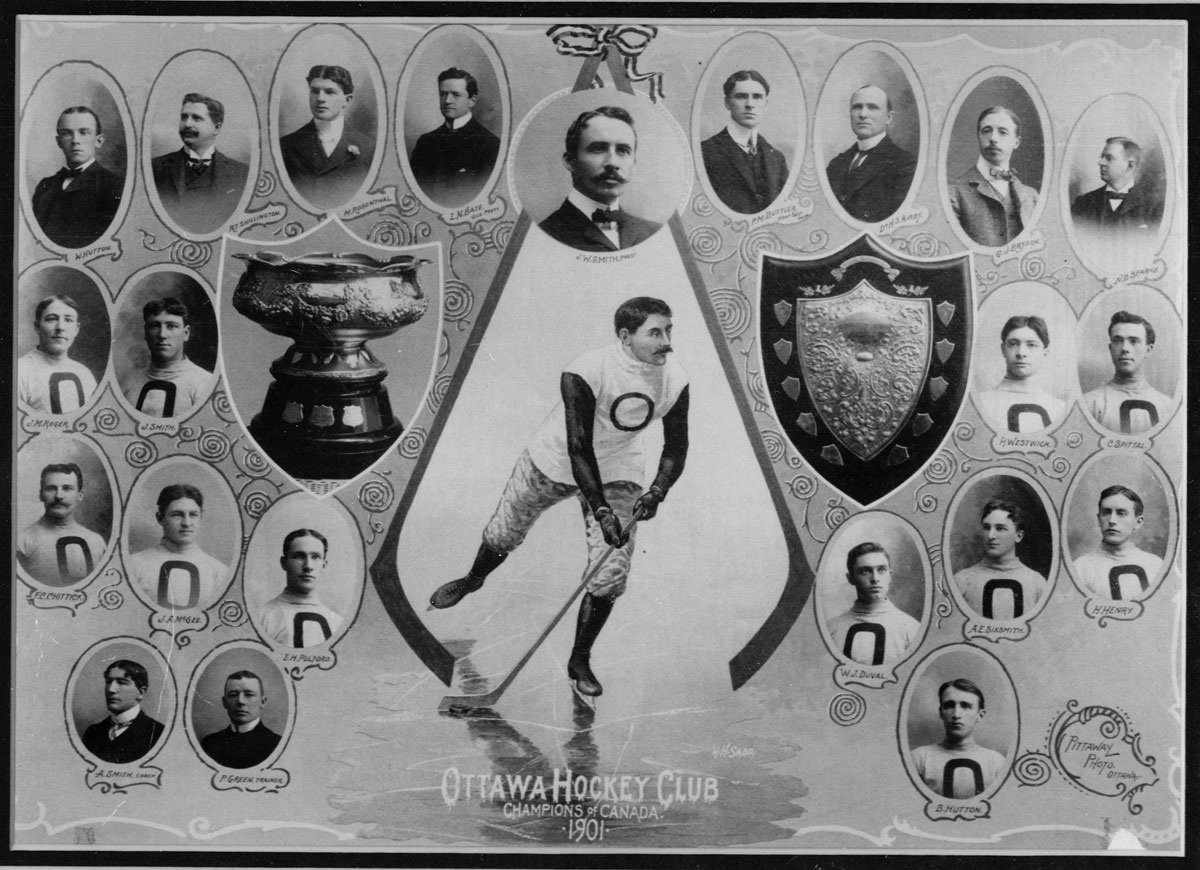
Ottawa Hockey Club, 1901 års mästare i CAHL.

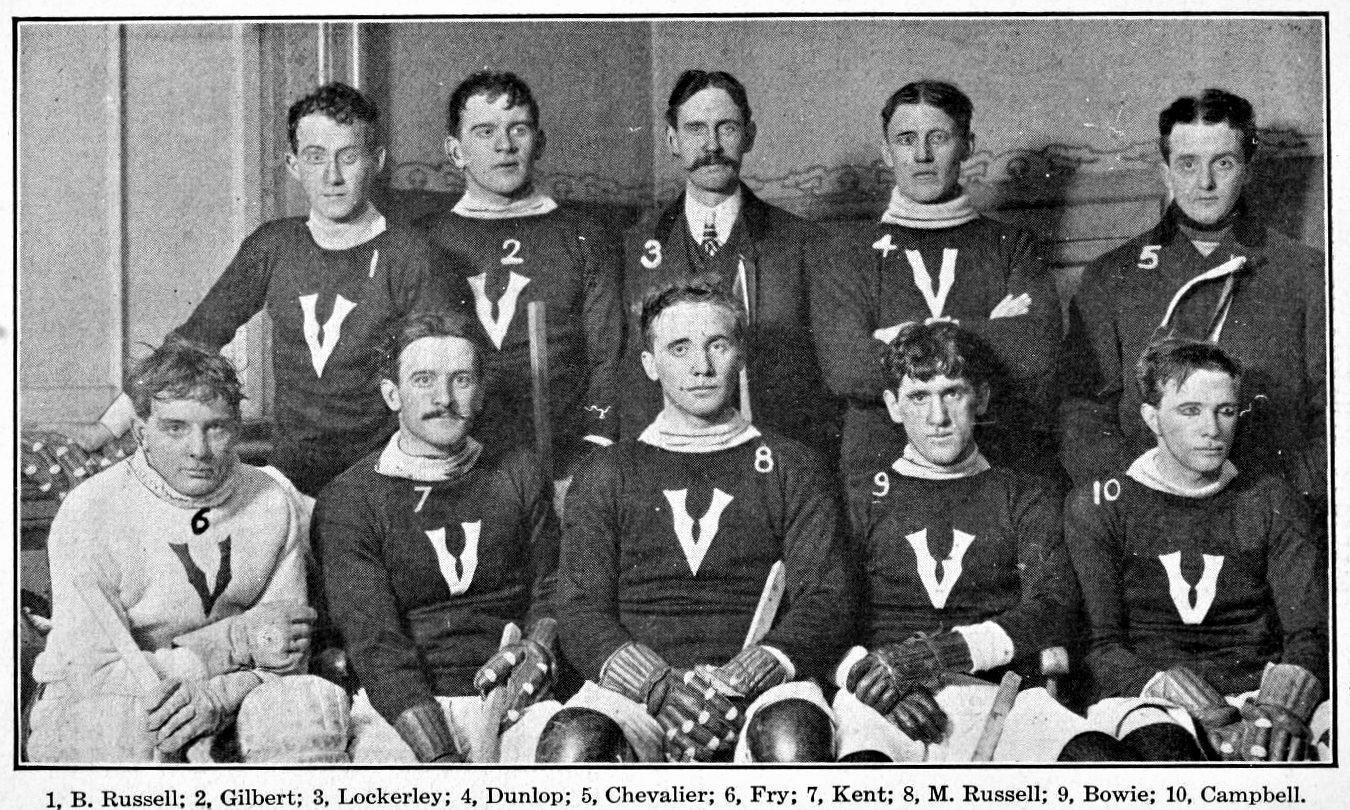
Montreal Victorias 1905. Blair Russel står längst upp till vänster, Russell Bowie sitter som tvåa från höger.

Canadian Amateur Hockey League, CAHL, var en kanadensisk ishockeyliga på amatörnivå verksam åren 1899–1905.

## Historia
CAHL var en fortsättning på Amateur Hockey Association of Canada och spelade under sju säsonger åren 1899–1905. Ligan inbegrep under de sex första säsongerna klubbarna Montreal Shamrocks, Montreal Hockey Club, Montreal Victorias, Ottawa Hockey Club och Quebec Hockey Club. Ottawa HC drog sig ur ligan fyra matcher in på den sjätte säsongen 1904 och spelade säsongen därefter, 1905, istället i Federal Amateur Hockey League. Under CAHL:s avslutande säsong 1905 fick de fyra kvarvarande lagen i ligan sällskap av Montreal Le National och Montreal Westmount. Efter säsongen 1905 ersattes ligan av Eastern Canada Amateur Hockey Association, ECAHA.

### Stanley Cup
Lagen i CAHL spelade årligen om utmanarpokalen Stanley Cup. 1899 och 1900 vann CAHL:s mästarlag Montreal Shamrocks Stanley Cup under två raka säsonger, men förlorade pokalen i januari 1901 till utmanarlaget Winnipeg Victorias från Manitoba Hockey Association. I mars 1902 tog Montreal HC över pokalen sedan de besegrat det försvarande mästarlaget Winnipeg Victorias med 2-1 i matcher. År 1903 vann Ottawa HC Stanley Cup sedan laget besegrat ligakonkurrenten Montreal Victorias samt utmanarlaget Rat Portage Thistles. Ottawa HC försvarade Stanley Cup-titeln 1904 sedan laget besegrat utmanarlaget Brandon Hockey Club från Manitoba Northwestern Hockey League med siffrorna 6-3 och 9-3.

## Spelare
Flera berömda spelare spelade i CAHL, bland dem Russell Bowie, Blair Russel, Harry Trihey, Dickie Boon, Archie Hooper, Art Ross, Ernie Russell, Frank McGee, Tommy Phillips, Ernie "Moose" Johnson, Hod Stuart, Bruce Stuart, Lester Patrick och Frank Patrick.

## Lagen
- Montreal Shamrocks – 1899–1905
- Montreal Hockey Club – 1899–1905
- Montreal Victorias – 1899–1905
- Quebec Hockey Club – 1899–1905
- Ottawa Hockey Club – 1899–1904
- Montreal Le National – 1905
- Montreal Westmount – 1905

## Säsonger
| Säsong | Lag | Mästare            |
| ------ | --- | ------------------ |
| 1899   | Montreal Hockey Club, Montreal Shamrocks†, Montreal Victorias, Ottawa Hockey Club och Quebec Hockey Club    | Montreal Shamrocks |
| 1900   | Montreal HC, Montreal Shamrocks†, Montreal Victorias, Ottawa HC och Quebec HC                               | Montreal Shamrocks |
| 1901   | Montreal HC, Montreal Shamrocks, Montreal Victorias, Ottawa HC och Quebec HC                                | Ottawa HC          |
| 1902   | Montreal HC†, Montreal Shamrocks, Montreal Victorias, Ottawa HC och Quebec HC                               | Montreal HC        |
| 1903   | Montreal HC, Montreal Shamrocks, Montreal Victorias, Ottawa HC† och Quebec HC                               | Ottawa HC          |
| 1904   | Montreal HC, Montreal Shamrocks, Montreal Victorias, Ottawa HC†‡ och Quebec HC                              | Quebec HC          |
| 1905   | Montreal HC, Montreal Le National, Montreal Shamrocks, Montreal Victorias, Montreal Westmount och Quebec HC | Montreal Victorias |

† Stanley Cup-mästare, ‡ Ottawa HC drog sig ur ligan 8 februari 1904.

### Flest antal gjorda mål, säsong för säsong
| Säsong | Spelare       | Lag                | Mål |
| ------ | ------------- | ------------------ | --- |
| 1899   | Harry Trihey  | Montreal Shamrocks | 19  |
| 1900   | Harry Trihey  | Montreal Shamrocks | 17  |
| 1901   | Russell Bowie | Montreal Victorias | 24  |
| 1902   | Archie Hooper | Montreal HC        | 17  |
| 1903   | Russell Bowie | Montreal Victorias | 22  |
| 1904   | Russell Bowie | Montreal Victorias | 27  |
| 1905   | Russell Bowie | Montreal Victorias | 27  |